# Oranje Zwart
Le Mixed Hockeyclub Oranje Zwart était un club de hockey sur gazon néerlandais situé à Eindhoven, Brabant-Septentrional, qui a été fondé le 1er septembre 1933. Avec environ 1 700 membres – au 3 mai 2006 – c'est l'un des plus grands clubs des Pays-Bas. Le Sportpark Aalsterweg d'une capacité de 2 000 places est leur domicile.
En 2016, le club a fusionné avec le club voisin EMHC. Le nom du nouveau club est HC Oranje-Rood.

## Honneurs

### Hommes
Hoofdklasse: 4
- 2004-2005, 2013-2014, 2014-2015, 2015-2016

Euro Hockey League: 1
- 2014-2015

Coupe d'Europe de hockey sur gazon des clubs vainqueurs: 2
- 2002, 2004

Hoofdklasse en salle: 10
- 1981, 1985, 1991, 1992, 1994, 1997, 2002, 2003, 2004, 2005

### Femmes
Hoofdklasse: 3
- 1955–56, 1968–69, 1969–70

## Joueurs notables
- Shahbaz Ahmad
- Troy Elder
- Carsten Fischer
- Piet-Hein Geeris
- Sander van Heeswijk
- Robert van der Horst
- Ronald Jansen
- Josef Kramer
- Harrie Kwinten
- Tycho van Meer
- Rob Reckers
- Jay Stacy
- Margje Teeuwen
- Teun Rohof
- Darren Cheesman
- Matthijs Brouwer